# قنطيون رفيع الأوراق
قنطيون رفيع الأوراق (الاسم العلمي:Canthium angustifolium) هو نوع من النباتات يتبع جنس القنطيون من الفصيلة الفوية.